# Chorisoneura minuta
Chorisoneura minuta es una especie de cucaracha del género Chorisoneura, familia Ectobiidae. Fue descrita científicamente por Saussure en 1869.
Habita en Ecuador y Argentina.